# Misión de Santo Tomás de Aquino
La Misión Santo Tomás de Aquino fue fundada en lo que hoy es Baja California el 24 de abril de 1791 por el misionero dominicano José Loriente, con la autorización del presidente de las misiones, Juan Crisóstomo Gómez.  
La misión se estableció en el territorio de Kumeyaay, en la ladera de las montañas de San Solano, en el noroeste de Baja California, México. Se cerró la brecha de 120 kilómetros entre las misiones previamente fundadas de San Vicente y San Miguel.
La misión fue reubicada dos veces, alrededor de 1794 y en 1799. Los historiadores no están seguros de la ubicación de los dos primeros sitios de la misión. La tercera y última ubicación fue en la moderna ciudad de Santo Tomás.
La población era de más de 250 individuos en 1800, y alcanzó su pico de 400 en 1824. La misión se secularizó en 1833, pero un sacerdote continuó sirviendo a los neófitos hasta 1849. En ese año, la población nativa había caído a 40, y La misión fue abandonada por los militares, quienes la utilizaron como fuerte y capital para el sur de California. Ruinas deterioradas sobreviven en el sitio.

## Ubicación y hábitat natural
La misión se construyó en un gran valle atravesado por dos o tres manantiales pequeños en la ciudad que hoy lleva el nombre de la antigua misión.
Entre la flora que los misioneros encontraron estaban mezcal, chamizo, aliso, sauce, roble, álamo y saúco.
Los cultivos agrícolas incluyeron trigo, aceitunas, uvas, maíz, cebada, frijoles y otros vegetales, todos los cuales se cultivaron mediante riego. Se estima que la misión tenía alrededor de 80-178 hectáreas de tierras agrícolas.

## Composición de la misión
Una reconstrucción completa del sitio final de la misión es casi imposible, porque los cimientos han sido destruidos por el arado constante a lo largo de los años. Sin embargo, es posible formar una imagen mental de la infraestructura de la misión en evolución con la ayuda de informes de sacerdotes contemporáneos.
Presumiblemente en el segundo sitio de la misión, Miguel López informó en 1795 que se habían establecido unas 70 varas (60 m) como base para la construcción de la misión. Un año después, López y José Loriente informaron la construcción de una residencia con un gran salón, tres habitaciones, espacios comunes, un dispensario y residencias separadas para hombres y mujeres solteros. En 1797, otro informe se refiere a la existencia de un pequeño corral para ganado más pequeño.

## Comercio
La proximidad de la misión a la costa le permitió participar en el comercio marítimo que explotaba la cercana Bocana de Santo Tomás y la Bahía de Todos Santos en Ensenada. Cuentas como las de William Shaler y John Locke, que datan de 1795, mencionan el comercio con los misioneros de Santo Tomás.
La piel de nutria de mar era un artículo comercial popular en las costas bajo la jurisdicción de Santo Tomás. En 1809, el barco de Boston Dromio adquirió 1.700 pieles en el transcurso de un período de 34 días en la bahía de Ensenada. Vale la pena mencionar que la mayor parte del comercio cerca de San Tomás era ilegal debido a las restricciones de la Corona española contra el comercio con embarcaciones con banderas extranjeras.
A partir de fines de la década de 1790, las uvas se cultivaron para la vinificación. En Santo Tomás viven varios enólogos de Baja California y es una de las tres principales regiones vitivinícolas y vitivinícolas de Baja California.

## Lista de primeros residentes
Los misioneros que dirigieron la Misión Santo Tomás durante sus años de formación incluyeron:
- 1791 – 1797 José Loriente
- 1798 – 1803 Miguel López
- 1803 – 1803 Eudaldo Surroca